# Horia Lovinescu
Horia Lovinescu (* 28. August 1915 in Fălticeni; † 16. September 1983 in Bukarest) war ein rumänischer Dramatiker und Drehbuchautor.

## Leben
Lovinescu studierte nach dem Besuch des Gymnasiums seines Heimatortes Literatur und Philosophie an der Universität Bukarest. Den Doktortitel in Literatur und Philosophie erlangte er 1946 mit einer Arbeit über die Lyrik Arthur Rimbauds an der Universität Iași. Er arbeitete dann im Institut für Statistik in Bukarest und wurde Mitarbeiter des rumänischen Rundfunks.
1953 erschien in der Zeitschrift Viața românească sein erstes Theaterstück Lumina de la Ulmi, das noch im gleichen Jahr am städtischen Theater von Bukarest aufgeführt wurde. In der Folgezeit schrieb er weitere Theaterstücke, Hörspiele und Filmdrehbücher und übersetzte Werke ausländischer Dramatiker. Erfolgreich wurde er mit dem 1955 entstandenen Stück Citadela sfărâmată, das unter dem Titel Familia Dragomirescu aufgeführt und in mehrere Sprachen übersetzt wurde und für das er den Premiul de Stat al Republicii Populare Române (Staatspreis der Volksrepublik Rumänien) erhielt. Für das Stück Şi eu am fost in Arcadia (1971) wurde er mit den Preisen des rumänischen Schriftstellerverbandes und der Rumänischen Akademie ausgezeichnet.
Ab 1970 war Lovinescu Direktor des Theaters C. I. Nottara in Bukarest. Mehrfach war er Mitglied im Vorstand des rumänischen Schriftstellerverbandes und in seinen letzten Lebensjahren Vizepräsident der rumänischen Sektion des PEN-Clubs. Eine Auswahl seiner Dramen erschien in zwei Bänden der Sammlung Teatru (1973 und 1978).

## Werke
- Lumina de la Ulmi, 1953
- Familia Dragomirescu (Citadela sfărâmată), 1954
- Oaspeții din faptul serii, 1955
- Elena, 1956
- Hanul de la răscruce, 1957
- Omul care și-a pierdut omenia, 1957
- O întâmplare, 1958
- Surorile Boga, 1959
- Și pe strada noastră..., 1959
- Revederea, 1962
- Febre, 1962
- Adolescentul, 1965
- Moartea unui artist, 1965
- Petru Rareș, 1967
- O casă onorabilă, 1967
- Jocul vieții și al morții în deșertul de cenușă, 1968
- Şi eu am fost în Arcadia, 1971
- Paradisul, 1974
- Omul care și-a pierdut omenia, 1974
- Ultima cursă, 1974